# Vignols
Vignols ist eine Gemeinde in Frankreich. Sie gehört zur Region Nouvelle-Aquitaine, zum Département Corrèze und zum Arrondissement Brive-la-Gaillarde. Sie grenzt im Nordwesten an Saint-Sornin-Lavolps (Berührungspunkt), im Norden an Beyssac, im Nordosten an Orgnac-sur-Vézère, im Südosten an Voutezac und Saint-Solve, im Süden an Saint-Cyr-la-Roche (Berührungspunkt), im Südwesten an Saint-Bonnet-la-Rivière und im Westen an Lascaux.

## Wappen
Beschreibung: Auf Schwarz ein goldener rot bewehrter Löwe

## Bevölkerungsentwicklung
| Jahr      | 1962 | 1968 | 1975 | 1982 | 1990 | 1999 | 2008 | 2017 |
| --------- | ---- | ---- | ---- | ---- | ---- | ---- | ---- | ---- |
| Einwohner | 701  | 655  | 587  | 605  | 582  | 563  | 576  | 550  |